# Thamnomolgus nodulus
Thamnomolgus nodulus is een eenoogkreeftjessoort uit de familie van de Thamnomolgidae. De wetenschappelijke naam van de soort is voor het eerst geldig gepubliceerd in 1990 door Humes.